# Diederick Koopal
Diederick Koopal, né en 1963 à Gouda,, est un  réalisateur et scénariste néerlandais.

## Filmographie
- 2012 : De Marathon (nl)[3]
- 2015 : Bloed, zweet & tranen[4]